# David Paich
David Frank Paich (Los Angeles, 25 giugno 1954) è un cantante, tastierista e produttore discografico statunitense, membro fondatore dei Toto.
Figlio di un compositore/arrangiatore di colonne sonore, Marty Paich (il quale collaborerà in maniera attiva ai primi album dei Toto), nel 1970 presso la High School di Los Angeles, nella sessione per musicisti, ha i primi contatti con quelli che diventeranno poi i Toto: Steve Lukather, Bobby Kimball, Steve e Jeff Porcaro e David Hungate.
Insieme a Hungate e Porcaro registra Silk Degrees, un disco che ottiene buoni riscontri di vendita, con chiare influenze musicali pop/rock, ma racchiudendo anche elementi disco.
Nell'ottobre del 1978 prende forma la band Toto che all'uscita dell'omonimo album di debutto ottiene un ottimo successo.
David ha scritto non solo i pezzi che sono poi diventati i maggiori successi dei Toto, ma anche molte altre canzoni degli anni settanta e ottanta collaborando con altri artisti, ad esempio Cheryl Lynn, Got to be Real, o con Bryan Adams, Please Forgive Me, con Michael Jackson e con gli USA for Africa nel pezzo We Are the World.

## Discografia

### Da solista
- 1984 - Paiste (con David Paich)
- 2022 - Forgotten Toys